# Agàtocles de Samos
Agàtocles de Samos (llatí: Agathocles, en grec antic: Ἀγαθοκλῆς, fou un escriptor grec que va escriure un llibre sobre la constitució de Pessinus, segons diu Plutarc.